# Vangionen

Karte der germanischen Stämme um das Jahr 50 n. Chr. mit Angabe des Siedlungsgebietes der Vangionen

Die Vangionen (auch Wangionen, lateinisch Vangiones, seltener Ouargiones oder Quargiones) waren ein Volksstamm mit ungeklärter sprachlicher, kultureller und ethnischer Zugehörigkeit, der in der Gegend um die heute rheinland-pfälzische Stadt Worms ansässig war; sie waren entweder den Kelten oder den Germanen zuzurechnen.

## Römerzeit

### Erste Nennung bei Caesar
Die Vangionen erscheinen in den schriftlichen Quellen erstmals im Bericht des römischen Feldherrn Julius Caesar über seine Kriege in Gallien. Um das Jahr 70 v. Chr. waren verschiedene Volksstämme unter Führung des germanischen Heerführers Ariovist auf der Suche nach neuem Siedlungsgebiet nach Gallien eingedrungen. Die unter dem Protektorat des Römischen Reichs stehenden Gallier baten, so Caesar, Rom um Hilfe. Caesar nennt die Vangionen im Zusammenhang mit der Entscheidungsschlacht vom 14. September des Jahres 58 v. Chr., als sie im Heer des Ariovist gegen seine römischen Truppen kämpften und unterlagen.

### Germanen oder Kelten?
Obwohl Caesar die sieben Volksstämme der Schlacht am Rhein als Germanen bezeichnet und neben den  Vangionen in seinem Kriegsbericht noch die Haruder, Markomannen, Nemeter, Sedusier, Sueben und Triboker nennt, waren einige Stämme wahrscheinlich keltischen Ursprungs und Nachbarn im Siedlungsgebiet der Vangionen am Rhein. Somit könnten auch die Vangionen keltischen Ursprungs gewesen sein. Über die ethnische Zugehörigkeit der Stämme im rechtsrheinischen Vorfeld des Rheins ist im 1. Jahrhundert v. Chr. aufgrund der sogenannten Helvetier-Einöde wenig bekannt. Die Ansiedlung im Reichsgebiet fand vermutlich erst zur Regierungszeit des Augustus statt. Hinweise bei Caesar selbst gehören zu den „geographischen Exkursen“, die wohl frühestens in augusteischer Zeit in das Werk eingefügt wurden. Wahrscheinlicher ist neben einer indirekten Erwähnung des Geographen Strabon die eigene Bekundung Caesars, nach der Niederlage des Ariovist seien alle Sueben über den Rhein geflohen.

### Civitas Vangionum
Im Zuge der Festigung der römischen Herrschaft nach der Schlacht im Elsass wurde eine Civitas Vangionum eingerichtet, eine halbautonome Verwaltungseinheit auf mittlerer Ebene mit der „Hauptstadt“ Borbetomagus, dem antiken Worms. In welchem Verhältnis die Namensgebung „Civitas Vangionum“ zum Siedlungsgebiet der Vangionen steht, ist ungeklärt, denn archäologische Funde, die sich den Vangionen zuordnen lassen, gibt es nicht.

## Nachrömische Zeit
Auch nach dem Ende der Römerzeit hielt sich in der Region der Name des Stamms; noch in einer Königsurkunde von 985 wurden civitas, ecclesia und urbs von Worms als „vangionisch“ bezeichnet. Während der Renaissance wurde die Erinnerung an die Vangionen neu belebt; die Stadt Worms bezeichnete sich im 17. Jahrhundert als civitas libera vormatia metropolis vangionum imperii, die Gegend westlich von Worms hieß damals Wangengau. Der Volksmund hat dies im Lauf der Zeit zum verständlicheren Wonnegau abgeschliffen.